# Zoo Army
Zoo Army (englisch für „Zoo-Armee“) ist eine deutsche Alternative-Rock-Gruppe aus München, deren Leadsänger die Brüder Gil Ofarim und Tal Ofarim (Söhne des israelischen Sängers Abi Ofarim) sind. Das Lied I'm Alive der Band war 2006 im TV-Zweiteiler Die Sturmflut zu hören. Der Bandname ist eine Anspielung auf die Schubladen, in die sich die Künstler zeitweise gesteckt und gesperrt fühlen.

## Geschichte
Zoo Army wurde am 24. Mai 2005 von Gil Ofarim (Gesang/Gitarre), Tal Ofarim (Gesang/Bass), Dominik Scholz (Schlagzeug) und Roland Söns (Gitarre) gegründet. Die Mitglieder stammen allesamt aus der Münchner Rockszene.
Gil Ofarim war bereits über 20 Jahre Musiker und verkaufte über fünf Millionen Tonträger weltweit. Er ist Schauspieler, Musical-Darsteller und Synchronsprecher und zudem als Model und Testimonial tätig. Im Jahr 2010 gründete er mit Neuzeitstürmer ein eigenes Label, um seine selbst geschriebenen Songs genau so herauszubringen, wie er sie komponiert hatte und so sein Talent als Songwriter und Komponist unter Beweis zu stellen.
Tal Ofarim, der 2013 – wie schon im Vorjahr Gil Ofarim – an der TV-Show The Voice of Germany teilnahm, hatte schon vor seiner Zeit bei Zoo Army mit seinem Bruder zusammen Musik gemacht. Dieser war zu dieser Zeit noch solo als Gil Ofarim aufgetreten.
Zoo Army traten am 8. Dezember 2005 in Köln im Rahmen der WDR-Sendung Rockpalast auf, bevor am 10. März 2006 mit 507 ihr erstes Album erschien. Die im gleichen Jahr erschienene Single I'm Alive der Band war bereits im TV-Zweiteiler Die Sturmflut zu hören gewesen. Im März 2006 gingen Zoo Army auf Tournee. Weitere Auftritte fanden auf Festivals wie Bochum Total statt. Auch traten Zoo Army mehrmals als Vorgruppe der Schweizer Band Gotthard auf.
Dominik Scholz, der u. a. schon als Schlagzeuger in der Band des Deutschrockers Joachim Deutschland gespielt hat, trat im Juli 2008 aus persönlichen Gründen aus der Band aus.

## Diskografie
Alben
- 507 (2006; Rockin’ Nation Music, Fastball Music), aufgenommen im 507-Studio
- 507 – Limited Edition (2006; Rockin’ Nation Music), zwei neue Lieder und Interviewmaterial enthalten

Singles
- I’m Alive (2006; Fastball Music, Rockin’ Nation Music), Maxi-CD mit Broken
- Change (2006; Rockin’ Nation Music)
- My Breath Has Been Taken (2012; mit Jerome Isma-Ae)